# Luís Andrés Edo
Luís Andrés Edo (* 7. November 1925 in Caspe, Provinz Saragossa; † 14. Februar 2009 in Barcelona) war ein spanischer Aktivist, Widerstandskämpfer und Vertreter des Anarchosyndikalismus.

## Leben
Bis zu seinem Tod war Luis Andrés Edo ein überzeugter Anhänger des Anarchosyndikalismus. Während seiner Arbeit als 16-Jähriger bei der spanischen Eisenbahn lernte er Gewerkschafter der anarchosyndikalistischen Confederación Nacional del Trabajo (CNT) kennen, die zu dieser Zeit im Untergrund agieren mussten. Als er 1947 nach Frankreich floh, war er einige Zeit aktiv als Sekretär der CNT; ebenfalls arbeitete Edo in gleicher Position bei der Iberischen Föderation der Libertären Jugend (FIJL). In den 1940er Kriegsjahren, die durch Hungersnöte gekennzeichnet waren, entnahmen Edo und einige seiner Mitstreiter Lebensmittel aus einem aufgebrochenen Güterwagen der Eisenbahngesellschaft Renfe und verteilten diese.
Als Abendschüler nahm Edo 1945 an einem Streik in Barcelona teil. 1947 emigrierte er nach Paris, da er nicht in das Militär des Franco-Regimes eingezogen werden wollte. In diesem Jahr wurden in Spanien mehr als 300 Anarchisten verhaftet und etliche erschossen. Edo entschloss sich 1949, nach Spanien zurückzukehren. Da er auf illegale Weise einreiste, wurde er verhaftet und musste ein Jahr im Gefängnis zubringen.
Nach seiner Entlassung reiste er nach Frankreich, ging jedoch immer wieder nach Spanien zurück. Im Jahr 1966 wurde der Gruppe Primero de Mayo vorgeworfen, sie habe eine Entführung des US-amerikanischen Konteradmirals Gillette geplant. Während der möglichen Vorbereitungen wurden Edo und mehrere Mitglieder der libertären Jugendgruppe (P.d.M.) verhaftet. Wegen Waffenbesitz und umstürzlerischer Tätigkeiten wurde er zu neun Jahren Haft verurteilt und 1972 vorzeitig entlassen. Zu weiteren sechs Jahren Gefängnis wurde er 1974 verurteilt wegen einer erneuten illegalen Einreise nach Spanien. Eine Generalamnestie ermöglichte nach dem Tode Francos 1976 seine frühzeitige Entlassung aus der Haft. Mehrere Jahre war Edo dann im Regionalkomitee der CNT tätig. Edos Leben war ein fortführender Kampf für eine freie Gesellschaft, als Aktivist, Gewerkschafter und Widerstandskämpfer, unterbrochen durch lange Haftstrafen. 
Edo arbeitete an verschiedenen Büchern und Zeitschriften mit und veröffentlichte eine Autobiographie.

## Werke
- La CNT en la encrucijada. Aventuras de un heterodoxo. Flor del Viento, Barcelona 2006, ISBN 84-96495-14-0, (Tramontana 16), (Autobiographie).